# Lumding Rly Colony
Lumding Rly Colony é uma vila no distrito de Nagaon, no estado indiano de Assam.

## Demografia
Segundo o censo de 2001, Lumding Rly Colony tinha uma população de 25 283 habitantes. Os indivíduos do sexo masculino constituem 52% da população e os do sexo feminino 48%. Lumding Rly Colony tem uma taxa de literacia de 82%, superior à média nacional de 59,5%: a literacia no sexo masculino é de 86% e no sexo feminino é de 78%. Em Lumding Rly Colony, 9% da população está abaixo dos 6 anos de idade.